# 村井長道
村井 長道 （むらい ながただ、寛政9年（1797年） - 天保7年5月10日（1836年6月23日）） は、加賀藩年寄。加賀八家村井家第9代当主。能楽研究家でもあった。
父は村井長世。養子は村井長貞。通称は又六、靫負、又兵衛。初名は長恵。号は浩翁、浩斎、浩然道者、無間子。本姓は平氏（桓武平氏）。家紋は「丸ノ内上羽蝶」。

## 生涯
加賀藩年寄村井長世の子として生まれる。文化13年（1816年）、藩主前田斉広に初めて出仕し、新知2500石を与えられる。文政11年（1828年）、長世の死去により家督と1万6000石の知行を相続する。年寄として藩主前田斉泰に仕え、藩政を主導した。
天保7年（1836年）5月10日没。享年41。家督は加賀藩年寄奥村質直の子長貞が養子となって相続した。

## 人物
能楽、謡曲に造詣が深く、世間の能楽愛好者が「謡曲八拍子」のような古書のみを尊重することに不満を持ち、能に使う仮面や装束の研究に没頭した。著作として、天保元年（1830年）「能面法則」「仮面集録」、天保2年（1831年）「面名集」「謡曲私言」、天保3年（1832年）「能面鑑定大概」がある。また、佐久間寛台の謡曲の注釈書「謡言粗志」の訂補を、河合良温、渋谷重武、勝木元直に命じた。